# Transportgeschwader 1
A Transportgeschwader 1 foi uma asa de transporte aéreo da Luftwaffe, durante a Alemanha Nazi. A TG 1 usou principalmente aeronaves Junkers Ju 52, contudo também as aeronaves italianas Savoia-Marchetti SM.75, SM.81 e SM.82.

## Geschwaderkommodore
- Oberst Adolf Jäckel, maio de 1943 - agosto de 1944[2]
- Oberst Josef Kögl, agosto de 1944 - 30 de setembro de 1944[2]